# Dianthus rupicola
Espèce
Dianthus rupicola est une espèce de plantes à fleurs de la famille des Caryophyllaceae que l'on peut trouver en Tunisie, en Sicile, dans les îles Éoliennes et au cap de Formentor à Majorque.

## Description générale
Plante pérenne et glauque, elle présente des tiges stériles et des tiges fertiles, lignifiées, formant des touffes plus ou moins denses, de 30 à 60 centimètres de haut avec des rameaux droits ou ascendants. Les feuilles sont larges de 3 à 5 millimètres, charnues et glabres ; les inférieures sont oblongues à lancéolées, les supérieures plus étroites et mucronées à l'apex. Les fleurs forment une ombelle terminale. Le calicule contient 12 à 16 écailles, imbriquées obovales et acuminées. Le calice cylindrique est long de 20 à 25 millimètres. Les pétales de 10 millimètres sont roses et barbus. La capsule jaunâtre présente quatre dents courbées. Les graines, mesurant 2 à 3 millimètres, sont finement comprimées et chagrinées. La floraison a lieu de juin à août.

## Liste des sous-espèces
Selon The Plant List (4 octobre 2013) :
- sous-espèce Dianthus rupicola subsp. aeolicus (Lojac.) Brullo & Miniss.
- sous-espèce Dianthus rupicola subsp. hermaeensis (Coss.) O.Bolòs & Vigo

Selon Tropicos (4 octobre 2013) (Attention liste brute contenant possiblement des synonymes) :
- sous-espèce Dianthus rupicola subsp. aeolicus (Lojac.) Brullo & Miniss.
- sous-espèce Dianthus rupicola subsp. bocchoriana L. Llorens & Gradaille
- sous-espèce Dianthus rupicola subsp. hermaeensis (Coss.) O. Bolòs & Vigo
- sous-espèce Dianthus rupicola subsp. lopadusanus Brullo & Miniss.

## Écologie
C'est une plante rupicole.